# Подстран
Подстран (словен. Podstran) — поселення в общині Моравче, Осреднєсловенський регіон, Словенія. 
Висота над рівнем моря: 393,8 м.